# Valdevimbre
Valdevimbre település Spanyolországban, León tartományban. Lakosainak száma 894 fő (2024).

## Földrajza
Valdevimbre Ardón, Villamañán, Bercianos del Páramo, San Pedro Bercianos és Chozas de Abajo községekkel határos.

## Népesség
A település lakosságának változását az alábbi diagram mutatja:
| Lakosok száma | 1184 | 1110 | 1109 | 1078 | 1038 | 1013 | 1006 | 978  | 928  | 894  |
|               | 2001 | 2004 | 2007 | 2009 | 2012 | 2014 | 2017 | 2019 | 2022 | 2024 |